# 목포대연초등학교
목포대연초등학교는 대한민국 전라남도 목포시에 있는 초등학교다.

## 학교 연혁
- 1983년 1월 27일 목포대연국민학교 설립 인가
- 1983년 3월 7일 개교
- 1984년 3월 5일 병설유치원 개원
- 1995년 3월 1일 특수학급 설치
- 1996년 3월 1일 목포대연초등학교로 개칭
- 2014년 3월 1일 제14대 최경남 교장 부임
- 2015년 2월 13일 제31회 졸업식(53명 졸업, 누계 3,061명)
- 2019년 2월 14일 제35회 졸업식(누계 3,270명)
- 2019년 3월 1일 제16대 강행원 교장 부임